# Prémio José da Ponte
O Prémio José da Ponte para Novos Autores de Música é atribuído pela Sociedade Portuguesa de Autores desde 2015, tendo como principal objetivo distinguir jovens criadores musicais portugueses. O troféu foi criado pela SPA, após a morte de José da Ponte, em janeiro de 2015. 
Trata-se de um prémio com periodicidade anual e com um valor pecuniário (inicialmente de 1500€), sendo acompanhado por um troféu e um diploma. 

## Vencedores
Desde a sua criação foram premiados: 
- 2015 - D.A.M.A. - anunciado em junho de 2015 [5]
- 2016 - Agir - anunciado em março de 2016 [6]
- 2017 - Capicua - anunciado em fevereiro de 2017[7]
- 2018 - Diogo Piçarra - anunciado em fevereiro de 2018 [8]
- 2019 - Márcia, pelo álbum Vai e Vem, anunciado em março de 2019 [9]
- 2020 - Samuel Úria [10]
- 2021 - Luís Severo, pelo álbum O Sol Voltou [11]
- 2022 - Rita Redshoes, pelo álbum Lado Bom [12]
- 2023 - Miguel Araújo, pelo álbum Chá lá lá [13]
- 2024 - A Garota Não, pelo álbum 2 de Abril [14]